# بورتري

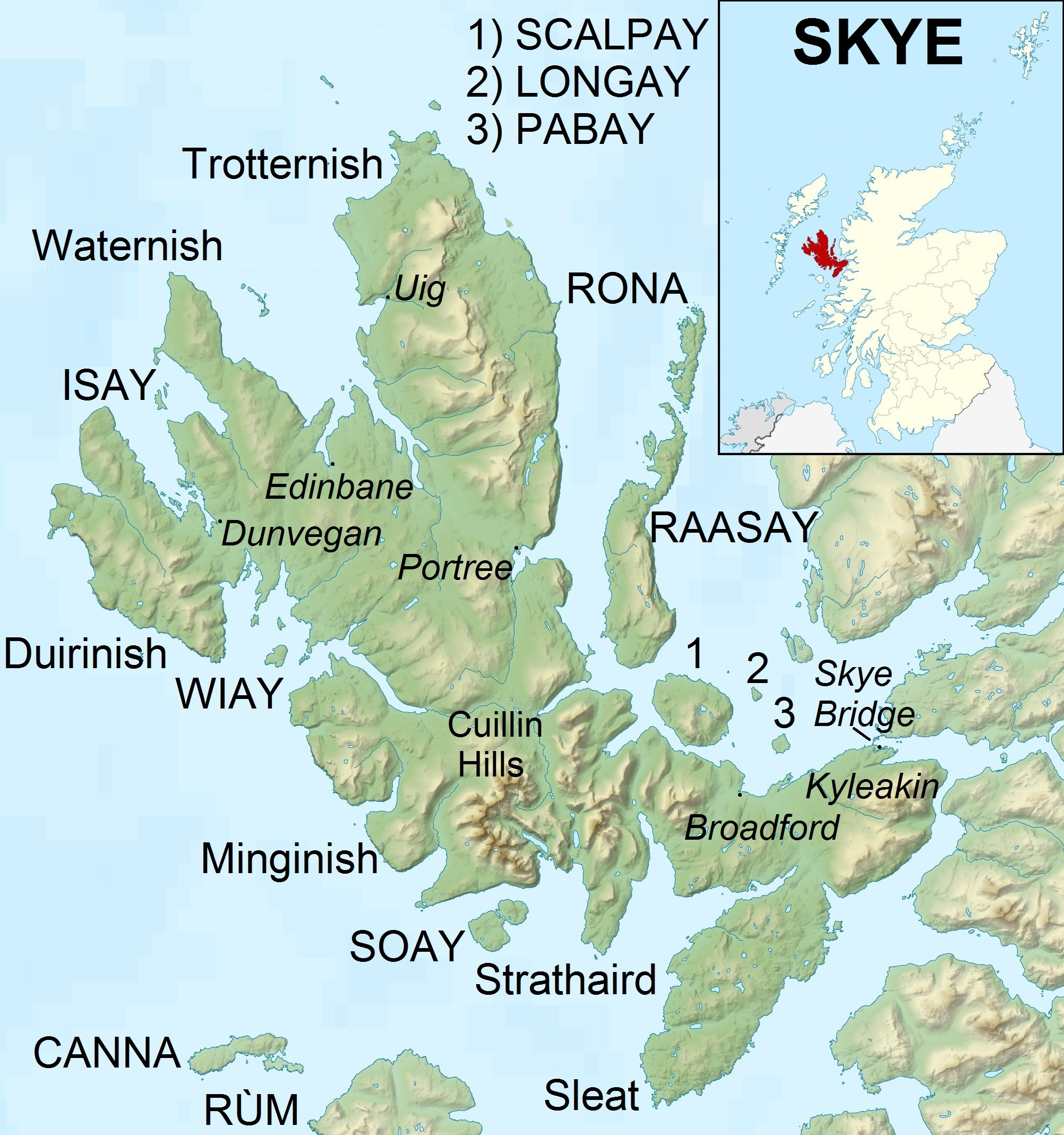
بلدة بورتري كما تظهر في الخريطة.

بورتري (بالإسكتلندية: Port Rìgh وتُنطق بورت روغ) هي أكبر مدينة في سكاي في  إنبر هبريدز من اسكتلندا. وهو موقع للمدرسة الثانوية الوحيدة في الجزيرة، مدرسة بورتري الثانوية. تقتصر خدمات النقل العام على الحافلات.

بورتري لديه ميناء، مهدب من المنحدرات، مع رصيف صممه توماس تيلفورد. تشمل المعالم السياحية في المدينة مركز أروس الذي يحتفل بتراث الجزيرة الغالي. ويتم توفير المزيد من الفنون من خلال منظمة الفنون أطلس الفنون، وهي منظمة إبداعية بتمويل منتظم. البلدة أيضا بمثابة مركز للسياح لستكشاف الجزيرة. فندق رويال هو موقع نزل من ماكناب، وهو المكان الأخير لاجتماع فلورا ماكدونالد وبوني برينس تشارلي عام 1746. تستضيف البلدة نادي سكاي شينتي التابع لجزيرة سكاي.ليلعبون في بيرك نان لاوش فوق المدينة على الطريق إلى ستروان. حوالي 939 شخص (37.72٪ من السكان) يمكن أن يتكلم الغيلية الاسكتلندية. الطريق A855 يؤدي إلى شمال البلدة، ويمر عبر قرى مثل أشاكورك، ستافين ويمر المشهد الصخري من ستور قبل الوصول إلى زلة الأرض من كيراينغ.

## دراسة
الاسم الحالي، بورت راوغ يترجم باسم «ميناء الملك»، ربما من زيارة الملك جيمس من اسكتلندا في 1540. ومع ذلك فقد تم الاعتراض على هذا المصطلح، لأن جيمس لم يصل في أوقات سلمية. يبدو أن الاسم القديم كان ميناء رويغي (أده)، وهذا يعني «ميناء المنحدر».
قبل القرن السادس عشر كان اسم المستوطنة كيلتاراجلن ('كنيسة سانت تالاريكان') من غاليك سيل تارغلين.

## بورتري الصخر الزيتي
بورتري الصخر الزيتي هي جمعية جيولوجية في محيط بورتري، ويرتبط وجودها مع احتمالية وجود البترول ذا الاهمية الكبيرة 

## في الخيال
- «بورتي كيد» كان أغنية تغنيها الكوري
- بورتري هو موطن فريق خيالي محترف كويدتش في عالم هاري بوتر يسمى «فخر بورتري».